# Плитвичка језера
Плитвичка језера су национални парк у Хрватској, у области Лика, између планинских масива Мале Капеле и Личке Пљешивице. У административном погледу, мањи део парка је део општина Слуња, Оточца и Огулина, али већи део је под администрацијом Коренице. Регион је проглашен националним парком 1949. године. Река Корана је формирала 20 језера између којих има много предивних водопада и слапова.

## Географија
Језера су подељена у две веће групе: Горња и Доња језера.
Већа Горња језера су:
- Прошћанско
- Цигиновац
- Округљак велико
- Галовац
- Градинско

Већа Доња језера су:
- Козјак
- Милановац

Плитвичка језера су јединствени феномен хидрографије. Вода у језерима углавном долази из Црне ријеке, Бијеле ријеке и потока Љесковац који се уливају у Прошћанско језеро. Прошћанско језеро је на надморској висини од 636 метара.
Карактеристичне боје језера, од смарагдне зелене до тиркизне, чине лепоту и атрактивност језера потпуним.
Плитвице су на листи УНЕСКО светског наслеђа још од давне 1979. године.
У пролеће 1991. године, током распадања СФРЈ, у парку се одиграо „Плитвички Крвави Ускрс“ - први оружани конфликт у којем је било погинулих. У близини парка се налази подручје површине 26 km², за које се сумња да у њему има мина.

## Легенда
Цео овај крај се на неким картама још увек назива Вражји врт, због свог положаја и историје. Према легенди Плитвичка су језера настала након велике суше. Људи, животиње и биље, чезнули су за капљицом воде.
Народ се молио и молио. Тада се у долини појави Црна Краљица са својом величанственом пратњом; она се смиловала народу и уз јак ветар и грмљавину на земљу је коначно пала киша. Киша је падала тако дуго док ниво воде није нарастао довољно да оформи језера.